# Chamberry Muaka
Chamberry Muaka (5 mei 1989) is een Belgische atleet, die gespecialiseerd is in de sprint. Hij werd tweemaal Belgisch kampioen.

## Loopbaan
In 2014 werd Muaka voor het eerst Belgisch kampioen op de 100 m. Indoor werd hij in 2015 Belgisch kampioen op de 60 m. Muaka is aangesloten bij White Star. Met die club verbeterde hij in 2014 het Belgisch record op de 4 x 200 m.

## Belgische kampioenschappen
Outdoor
| Onderdeel | Jaar |
| --------- | ---- |
| 100 m     | 2014 |

Indoor
| Onderdeel | Jaar |
| --------- | ---- |
| 60 m      | 2015 |

## Persoonlijke records
Outdoor
| Onderdeel | Prestatie | Datum        | Plaats  |
| --------- | --------- | ------------ | ------- |
| 100 m     | 10,59 s   | 26 juli 2014 | Brussel |
| 200 m     | 21,35 s   | 26 juli 2014 | Brussel |

Indoor
| Onderdeel | Prestatie | Datum            | Plaats |
| --------- | --------- | ---------------- | ------ |
| 60 m      | 6,80 s    | 15 februari 2014 | Gent   |
| 200 m     | 21,62 s   | 21 februari 2015 | Gent   |

## Palmares

### 60 m
- 2014:  BK indoor AC – 6,80 s
- 2015:  BK indoor AC – 6,84 s

### 100 m
- 2012:  BK AC – 10,88 s
- 2013:  BK AC – 10,74 s
- 2014:  BK AC – 10,68 s
- 2015:  BK AC – 10,82 s

### 200 m
- 2012:  BK indoor AC – 22,10 s
- 2013:  BK indoor AC – 22,03 s
- 2014:  BK AC – 21,35 s
- 2015:  BK indoor AC – 21,62 s
- 2015:  BK AC – 21,60 s